# Jardín Botánico de la Facultad de Farmacia de Angers
El Jardín Botánico de la Facultad de Farmacia de Angers en francés: Jardin botanique de la Faculté de Pharmacie d'Angers es un jardín botánico y arboreto de 8000 m² de extensión, administrado por la Facultad de Farmacia de la Universidad de Angers, ubicado en pleno centro de Angers en la región de Pays de la Loire, Francia. 
Este jardín botánico es miembro de la prestigiosa « Jardins botaniques de France et des pays francophones ».
El código de identificación del Jardin botanique de la Faculté de Pharmacie d'Angers como  miembro del "Botanic Gardens Conservation Internacional" (BGCI), así como las siglas de su herbario es ANGMF.

## Localización
Jardin botanique de la Faculté de Pharmacie d'Angers, Faculte Mixte de Medecine et Pharmacie, 16 Boulevard Daviers, F-49045 Angers, Maine-et-Loire, Pays de la Loire, France-Francia.
Planos y vistas satelitales.47°28′48″N 0°33′30.24″O / 47.48000, -0.5584000
El jardín se encuentra abierto al público sin cargo los días laborables de la semana, cuando funciona la docencia en la universidad.

## Historia
El jardín fue creado entre 1888 y 1895 vía transferencia gradual de la escuela existente de la colección de botánica del Jardin des Plantes d´Angers. 
Fue diseñado con dos secciones importantes de 4000 m² cada una, con una calzada en medio; uno contiene la colección sistemática y un pequeño, invernadero caliente (de 100 m²), en el otro conteniendo el arboreto. 
Cerca de 2000 plantas se encuentran en el jardín sistemático, en 32 lechos de cultivo, según el temprano Sistema Bentham & Hooker de clasificación. 
El jardín ha experimentado solamente unos cambios de menor importancia desde su inicio.

## Colecciones
Entre las plantas que alberga unas 2 200 especies de plantas, siendo de destacar,
- Arboreto, con árboles y arbustos con 315 taxones,
- Plantas usadas en fitototerapia y otros usos prácticos spp. 175 taxones,
- Colección sistemática de plantas 2,000 taxones,
- Plantas aromáticas, de perfumes y especias con 22 spp,
- Invernaderocon 250 spp.